# 미힐 하위스만
미힐 하위스만(네덜란드어: Michiel Huisman, 1981년 7월 18일 ~ )은 네덜란드의 가수, 싱어송라이터이자 배우이다. 하위스만은 네덜란드 텔레비전 드라마 《Goede tijden, slechte tijden》(1998)에서 자신의 연기 경력을 쌓기 시작했다. 그는 이후에 네덜란드 TV 시리즈 《De co-assistent》(2007-2010) 및 《Bloedverwanten》 (2010)에서 주연 역할을 맡았고, 네덜란드 영화 《코스타!》(2001), 《Full Moon Party》(2002)에서 조연 역할, 《Phileine Sorry Sorry》(2003), 《Floris》(2004)에서 주연 역할을 맡았다. 그는 또한 《블랙 북》 (2006)에서 조연 역할로 출연하였다. 하위스만은 연기 경력 초기 몇년 동안, 폰타네(Fontane)라는 밴드의 일원이였다. 하위스만은 2006년 영국 TV 시리즈 《Dalziel and Pascoe》의 에피소드 게스트 역할로 주목을 받기 시작했다. 그 후 《빅토리아 영》(2009), 《월드워Z》(2013), 《와일드》(2014), 《더 인비테이션》2015), 《아델라인: 멈춰진 시간》(2015)등의 영화에 출연했다. 하위스만은 TV 시리즈 《트레메》(2010-2013)에서 소니 역과 《왕좌의 게임》(2014-2016)에서 다리오 나하리스 역을 연기했다. 그는 또한 《내슈빌》(2012-2014)에서 리암 맥기니스 역, 《오펀 블랙》(2014-2015)에서 칼 모리슨 역과 같은 텔레비전에서의 반복되는 역할을 연기했다.

## 어린 시절과 개인 생활
하위스만은 1981년 7월 18일 네덜란드, 암스테르담 근처의 도시인 암스텔베인에서 태어났다.
하위스만은 네덜란드 배우 타라 엘더스와 2008년 결혼하였다. 두 사람 사이에는 2007년에 태어난 딸이 있다. 그들은 루이지애나주, 뉴 올리언즈에서 살았었다. 하지만 2017년에 그들은 뉴욕 시로 거주지를 이동하였다.

## 음반 목록
폰타네의 싱글 앨범
- "1+1=2" (2001)
- "Slapeloos" (2002)
- "Neem Me Mee" (2003)

솔로 싱글 앨범
- "Deel Van Mij" (2005)
- "Geef Je Over" (2006)

솔로 정규 앨범
- Luchtige Verhalen (2005)[3]

## 필모그래피

### 영화
| 연도      | 제목                                                                     | 역할              | 비고                   |
| --------- | ------------------------------------------------------------------------ | ----------------- | ---------------------- |
| 1999      | 수지 큐 Suzy Q                                                           | 팔머              | 텔레비전 영화          |
| 2001      | 코스타! Costa!                                                           | 바트              |                        |
| 2001      | Uitgesloten                                                              | 코엔              | 텔레비전 영화          |
| 2002      | Exit                                                                     | 레아테의 친구     | 단편영화               |
| 2002      | 풀 문 파티 Full Moon Party                                               | 바비              |                        |
| 2003      | 필레인 세즈 쏘리 Phileine Says Sorry                                     | 맥스              |                        |
| 2004      | 플로리스 Floris                                                          | 플로리스          |                        |
| 2005      | 요한 Johan                                                               | 요한 드로스       |                        |
| 2006      | 블랙 북 Black Book                                                       | 롭                |                        |
| 2007      | Funny Dewdrop                                                            | 오르페우스        | 단편영화               |
| 2009      | 스무살의 침대 Unmade Beds                                                | 엑스레이 남자     |                        |
| 2009      | 빅토리아 영 The Young Victoria                                           | 어니스트 왕자     |                        |
| 2009      | 윈터랜드 Winterland                                                      | 어린 프랜시스     |                        |
| 2009      | 마르고 Margot                                                            | 루돌프 누레예프   | 텔레비전 영화          |
| 2010      | 퍼스트 미션 First Mission                                                | 와우트            |                        |
| 2013      | 더 식스 건 The Sixth Gun                                                 | 드레이크 싱클레어 | 텔레비전 영화          |
| 2013      | 월드워Z World War Z                                                      | 엘리스            |                        |
| 2013      | The Woman in the Dress                                                   | 톰                | 단편영화               |
| 2014      | 와일드 Wild                                                              | 조나단            |                        |
| 2015      | 더 인비테이션 The Invitation                                             | 데이비드          |                        |
| 2015      | 아델라인: 멈춰진 시간 The Age of Adaline                                 | 엘리스 존스       |                        |
| 2017      | 오토만 루테넌트 The Ottoman Lieutenant                                   | 이즈마일          |                        |
| 2017      | 2:22                                                                     | 딜런 브랜슨       |                        |
| 2017      | Irreplaceable You                                                        |                   | 제작 후반              |
| 2021      | 크리스마스로 불리는 소년 A Boy Called Christmas                          | 조엘              |                        |
| 2023      | REBEL MOON: 파트 1 불의 아이 Rebel Moon — Part One: A Child of Fire      | 거너              |                        |
| 2024      | Rebel Moon(레벨 문): 파트2 스카기버 Rebel Moon — Part Two: The Scargiver | 거너              |                        |
| 발표 예정 | Guernsey potatoe peel pie literacy club                                  | 도시 아담스       | 촬영완료 넷플릭스 개봉 |
| 발표 예정 | The Red Sea Diving Resort                                                |                   | 촬영중                 |

### 텔레비전
| 연도      | 제목                                                 | 역할                 | 비고                                              |
| --------- | ---------------------------------------------------- | -------------------- | ------------------------------------------------- |
| 1995      | Voor hete vuren                                      |                      | 에피소드: "Prettige feestdagen"                   |
| 1998      | Goede tijden, slechte tijden                         | 로버                 |                                                   |
| 1998      | Kees & Co                                            | Loopjongen           | 에피소드: "Sonja's trouwdag"                      |
| 1999–2002 | Spangen                                              | 펠레                 | 4 에피소드                                        |
| 2001      | Dok 12                                               | 프레데릭 반 케메나드 | 에피소드: "Geen lijk, geen dader"                 |
| 2001      | 코스타! Costa!                                       | 바트                 | 10 에피소드                                       |
| 2005      | Meiden van De Wit                                    | 바우더베인 포이츠    | 9 에피소드                                        |
| 2006      | Dalziel and Pascoe                                   | 백 패커              | 에피소드: "Wrong Place, Wrong Time: Part 1"       |
| 2006      | 't Schaep met de 5 pooten                            | 프레디               | 에피소드: "Het zal je kind maar wezen"            |
| 2007–2010 | De co-assistent                                      | 휴고 비스터벨트      | 고정; 41 에피소드                                 |
| 2010      | Bloedverwanten                                       | 마르테인의 처형제    | 12 에피소드                                       |
| 2010–2013 | 트레메 Treme                                         | 소니                 | 고정; 35 에피소드                                 |
| 2012–2014 | 내슈빌 Nashville                                     | 리암 맥기니스        | 고정; 13 에피소드                                 |
| 2014–2015 | 오펀 블랙 Orphan Black                               | 칼 모리슨            | 고정; 6 에피소드                                  |
| 2014–2016 | 왕좌의 게임 Game of Thrones                          | 다리오 나하리스      | 고정 (시즌 4; 5 에피소드) (시즌 5–6; 13 에피소드) |
| 2016      | 할리 앤 데이비슨스 Harley and the Davidsons          | 월터 데이비슨        | TV 미니시리즈 3 에피소드                          |
| 발표 예정 | 우리는 언제나 성에 살았다 The Haunting of Hill House | 스티븐 크레인        |                                                   |

## 수상 및 후보
| 연도 | 시상식                                    | 부문                                          | 작품                  | 결과 | 출처  |
| ---- | ----------------------------------------- | --------------------------------------------- | --------------------- | ---- | ----- |
| 2015 | 틴 초이스 어워드                          | 초이스 무비 키스상 (블레이크 라이블리와 함께) | 아델라인: 멈춰진 시간 | 후보 |       |
| 2016 | 미국 배우 조합상(스크린 액터 길드 어워드) | 드라마 시리즈 부문 앙상블연기상               | 왕좌의 게임           | 후보 | [ 4 ] |
| 2017 | 미국 배우 조합상(스크린 액터 길드 어워드) | 드라마 시리즈 부문 앙상블연기상               | 왕좌의 게임           | 후보 | [ 4 ] |